# 杜氏副矛䱛
杜氏副矛䱛為輻鰭魚綱鱸形目鱸亞目石首魚科的其中一種，分布東太平洋區，從瓜地馬拉至秘魯海域，棲息深度可達30公尺，本魚體細長而側扁，背部略為拱起，吻突出，口小，下位，體長可達45公分，棲息在沿岸沙底質海域及海灣，屬肉食性，以蠕蟲等為食，可做為食用魚。